# Comté de Blackall
Le comté de Blackall est une zone d'administration locale au centre du Queensland en Australie.
Le comté comprend la seule ville de Blackall.